# العلاقات الهندية الإسبانية
العلاقات الهندية الإسبانية هي العلاقات الثنائية التي تجمع بين الهند وإسبانيا.

## مقارنة بين البلدين
هذه مقارنة عامة ومرجعية للدولتين:
| وجه المقارنة                                              | الهند                       | إسبانيا                                                                             |
| --------------------------------------------------------- | --------------------------- | ----------------------------------------------------------------------------------- |
| المساحة (كم2)                                             | 3.29 مليون                  | 505.99 ألف                                                                          |
| عدد السكان (نسمة)                                         | 1.35 مليار                  | 46.73 مليون                                                                         |
| الكثافة السكانية (ن./كم²)                                 | 410.33                      | 92.35                                                                               |
| العاصمة                                                   | نيودلهي                     | مدريد                                                                               |
| اللغة الرسمية                                             | اللغة الهندية، لغة إنجليزية | اللغة الإسبانية، اللغة الغاليسية، لغة بشكنشية، اللغة الكتالونية، اللغة الأوكسيتانية |
| العملة                                                    | روبية هندية                 | يورو، بيزيتا إسبانية                                                                |
| الناتج المحلي الإجمالي (بليون دولار)                      | 2.60 تريليون                | 1.31 تريليون                                                                        |
| الناتج المحلي الإجمالي (تعادل القوة الشرائية) بليون دولار | 8.00 تريليون                | 1.77 تريليون                                                                        |
| الناتج المحلي الإجمالي الاسمي للفرد دولار أمريكي          | 1.60 ألف                    | 28.16 ألف                                                                           |
| الناتج المحلي الإجمالي للفرد دولار أمريكي                 | 5.70 ألف                    | 38.00 ألف                                                                           |
| مؤشر التنمية البشرية                                      | 0.609                       | 0.876                                                                               |
| رمز المكالمات الدولي                                      | +91                         | +34                                                                                 |
| رمز الإنترنت                                              | .in، .भारत ‏، .بھارت ‏،        | .es                                                                                 |
| المنطقة الزمنية                                           | ت ع م+05:30، توقيت الهند    | ت ع م+01:00، ت ع م+02:00                                                            |

## مدن متوأمة
في ما يلي قائمة باتفاقيات التوأمة بين مدن هندية وإسبانية:
- ترتبط أحمد آباد مع بلد الوليد باتفاقية توأمة.

## منظمات دولية مشتركة
يشترك البلدان في عضوية مجموعة من المنظمات الدولية، منها:
| علم المنظمة | اسم المنظمة                        | تاريخ انضمام الهند | تاريخ انضمام إسبانيا |
| ----------- | ---------------------------------- | ------------------ | -------------------- |
|             | منظمة التجارة العالمية             | 1995               | ?                    |
|             | الاتحاد البريدي العالمي            | ?                  | ?                    |
|             | يونسكو                             | 4 نوفمبر 1946      | 30 يناير 1953        |
|             | الفريق المعني برصد الأرض           | ?                  | ?                    |
|             | مؤسسة التمويل الدولية              | 20 يوليو 1956      | 24 مارس 1960         |
|             | بنك التنمية الآسيوي                | 1966               | 1986                 |
|             | منظمة حظر الأسلحة الكيميائية       | ?                  | ?                    |
|             | مؤسسة التنمية الدولية              | 24 سبتمبر 1960     | 18 أكتوبر 1960       |
|             | نظام تحكم تكنولوجيا القذائف        | 2016               | 1990                 |
|             | وكالة ضمان الاستثمار متعدد الأطراف | 6 يناير 1994       | 29 أبريل 1988        |
|             | الاتحاد الدولي للاتصالات           | 1869               | 1866                 |
|             | منظمة الشرطة الجنائية الدولية      | ?                  | ?                    |
|             | الأمم المتحدة                      | 30 أكتوبر 1945     | 14 ديسمبر 1955       |
|             | البنك الدولي للإنشاء والتعمير      | 27 ديسمبر 1945     | 15 سبتمبر 1958       |
|             | المنظمة الهيدروغرافية الدولية      | ?                  | ?                    |
|             | البنك الإفريقي للتنمية             | ?                  | ?                    |
|             | مجلس الأمن التابع للأمم المتحدة    | 1950               | 2015                 |

## وصلات خارجية
- موقع وزارة الخارجية الهندية
- موقع وزارة الخارجية الإسبانية